# 中村和郎
中村 和郎（なかむら かずお、1934年〈昭和9年〉5月2日 - 2022年〈令和4年〉6月10日）は、日本の地理学者。学位は、理学博士。駒澤大学名誉教授。

## 来歴
岩手県生まれ。1958年東京大学卒業。1968年「東アフリカにおける赤道偏西風とその気候学的意義」で東京都立大学 (1949-2011)より理学博士の学位を取得。東京都立大学理学部助教授を経て、教授に就任。のち駒澤大学教授に転じ、名誉教授。日本国際地図学会会長などを歴任。

## 著書
- 『旺文社学習図鑑 14 日本の地理 Ⅱ 各地のくらし』1976
- 『雲と風を読む 自然景観の読み方』岩波書店、1991

### 共編著
- 『理論地理学ノート 1978』編 空間の理論研究会、1979
- 『日本の自然 5 日本の気候』木村竜治、内嶋善兵衛共著 岩波書店、1986
- 『地理学講座』全6巻 高橋伸夫、手塚章、石井英也共編 古今書院、1987 - 91
- 『日本の自然 地域編 3 関東』小池一之、武内和彦共編 岩波書店、1994
- 『日本の自然 地域編 6 中国四国』宮田賢二、海津正倫、安藤久次共編 岩波書店、1995
- 『日本の自然 地域編 8 南の島々』氏家宏、池原貞雄、田川日出夫、堀信行共編 岩波書店、1996
- 『地理学「知」の冒険』編 古今書院、1997
- 『地理情報システムを学ぶ』寄藤昂、村山祐司共編 古今書院、1998
- 『日本地図探検術 意外な事実にビックリ!』正井泰夫、山口裕一共著 PHP研究所、1999
- 『日本の自然』濱田隆士共編著 放送大学教育振興会、1998
- 『地図からの発想』編 古今書院、2005
- 『日本の地誌 日本総論 1(自然編)』新井正、岩田修二、米倉伸之共編 朝倉書店、2005
- 『地理教育講座』全4巻 高橋伸夫、谷内達、犬井正共編 古今書院、2009

### 翻訳
- スタンプ『生と死の地理学』別技篤彦共訳 古今書院 グローバル・シリーズ、1967
- K.B.ステフェンソン『イギリス その国土と人々』帝国書院 全訳世界の地理教科書シリーズ、1977
- G.S.ブラウンほか『アメリカ その国土と人々』帝国書院 全訳世界の地理教科書シリーズ、1978